# Санта-Клара (провинция)

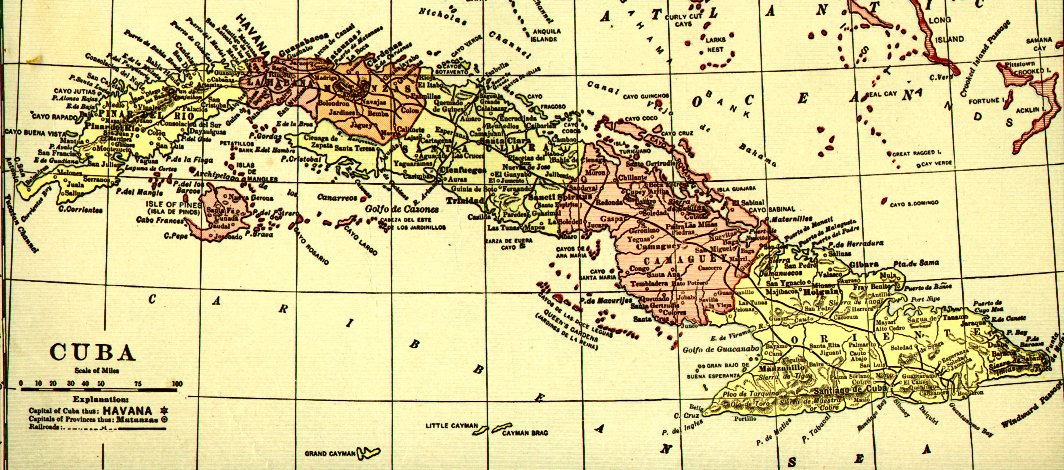
Карта административного деления Кубы 1910 годов. Провинция Санта-Клара — в центре

Санта-Клара (исп. Santa Clara), в 1940 переименована в Лас-Вильяс (исп. Las Villas) — историческая провинция Кубы, располагавшаяся в центральной части страны. Столицей провинции был город Санта-Клара.

## История
В 1900 году в провинции Лас-Вильяс имели место массовые забастовки табачников и железнодорожников. В 1976 была разделена на провинции Вилья-Клара, Сьенфуэгос и Санкти-Спиритус.